# Aleksander Woysym-Antoniewicz
Aleksander Woysym-Antoniewicz (ur. 28 września 1919 w Łodzi, zm. 12 listopada 1972 w Warszawie) – polski pisarz, autor tekstów i satyryk.

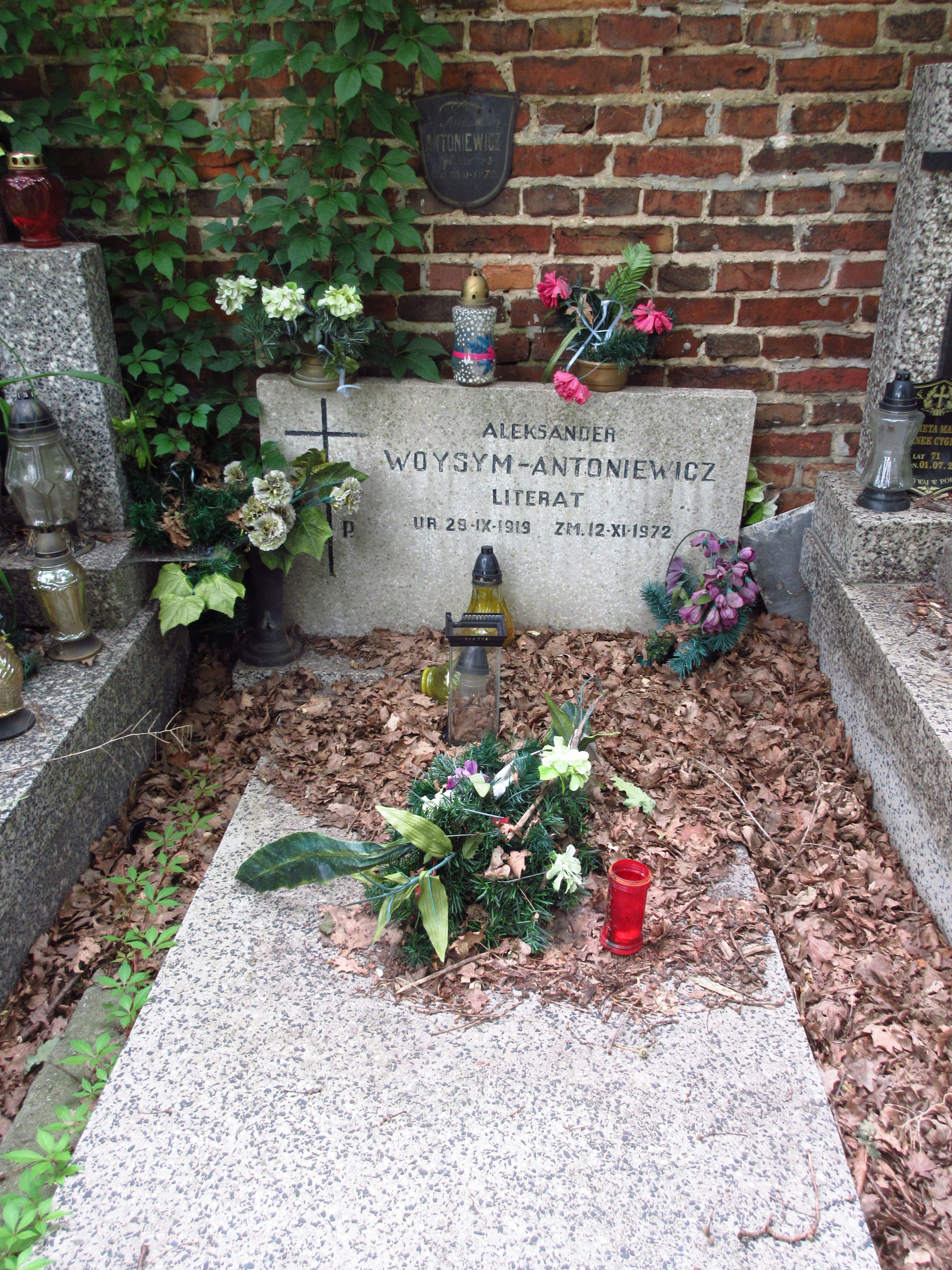
Grób Aleksander Woysyma-Antoniewicza na Cmentarzu Bródnowskim.

Dorobek twórczości Aleksandra Woysym-Antoniewicza obejmuje teksty piosenek pisanych dla Mieczysława Fogga, Stanisława Grzesiuka i Tadeusza Millera, scenariusze kabaretowe (m.in. Kabaret Dudek) i widowiska estradowe, liczne monologi satyryczne i skecze. W wielu przedstawieniach i występach kabaretowych pełnił funkcję konferansjera. Zmarł nagle w Warszawie, pochowany na cmentarzu Bródnowskim (kw. 14S pod murem).